# Imago
Pour les articles homonymes, voir Imago (homonymie).
En biologie, l'imago, ou stade imaginal, est le stade final d'un individu dont le développement se déroule en plusieurs phases : œuf, larve, imago, avec parfois plusieurs stades larvaires et, pour les insectes holométaboles, le stade nymphal avant le stade imaginal. Le terme d'imago, féminin, est en général utilisé pour les arthropodes, mais aussi pour les amphibiens.

## Insectes

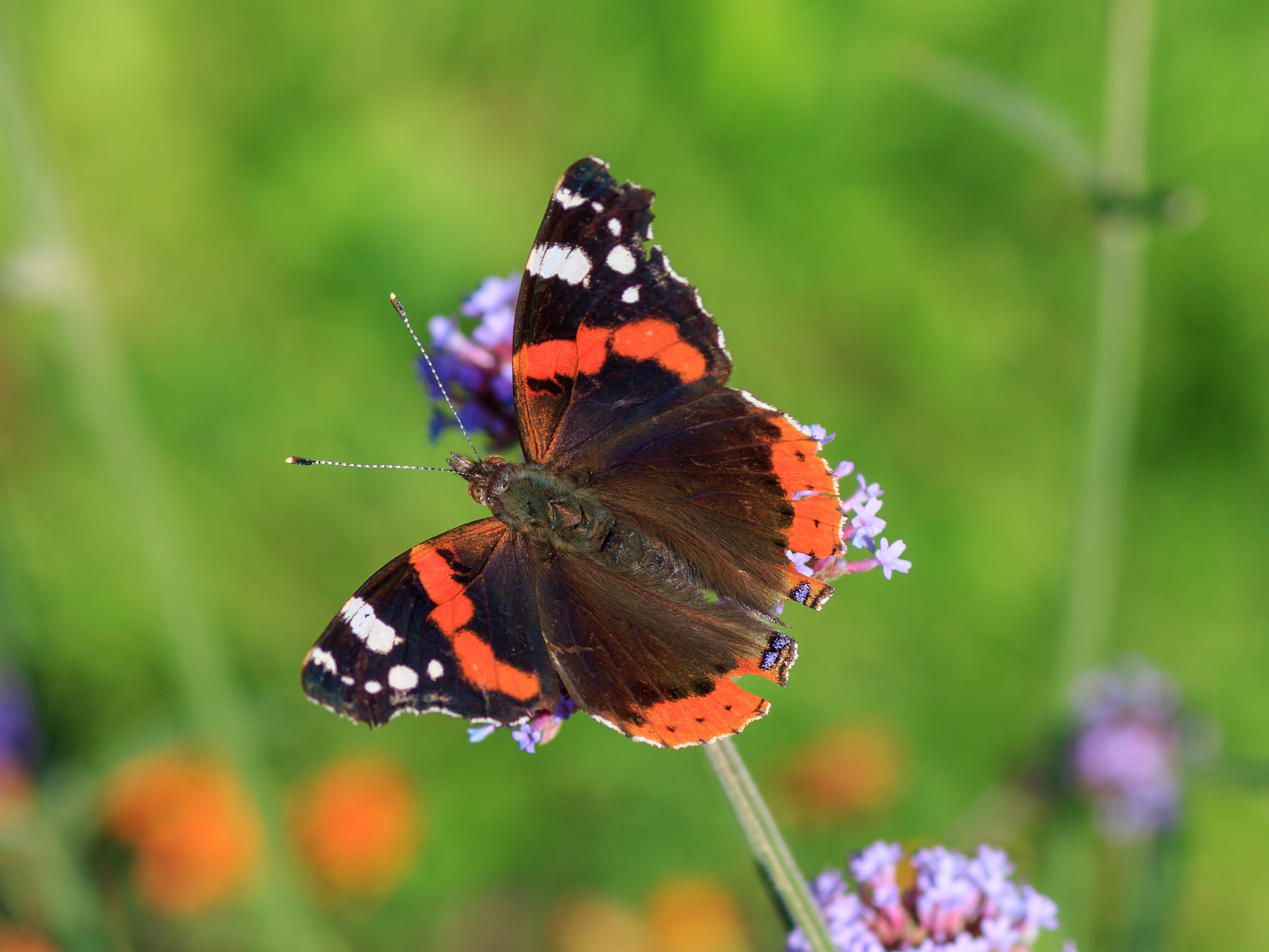
Imago d'un vulcain (Vanessa atalanta).

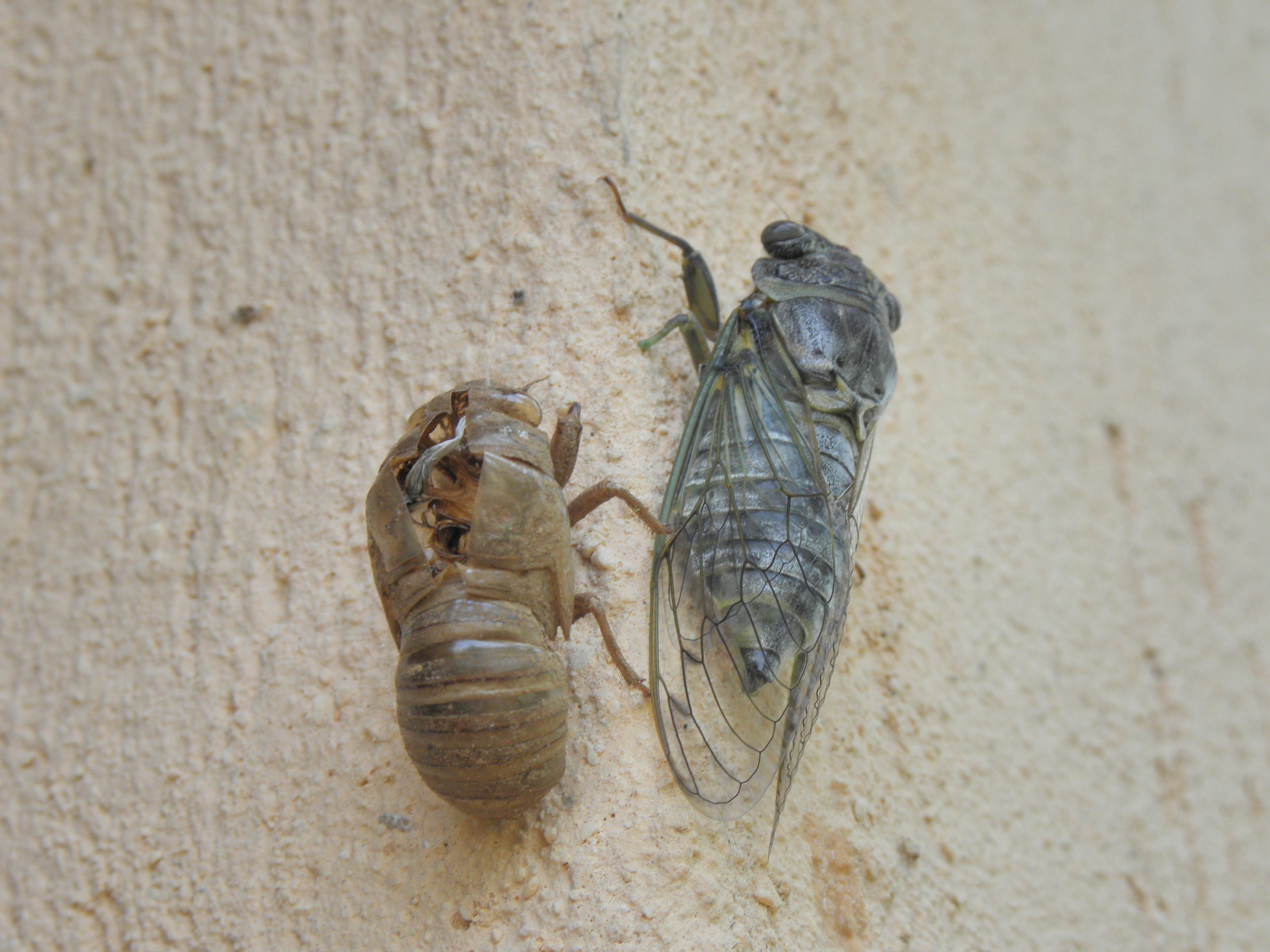
Mue imaginale d'une cigale (Cicadidae).

Chez les insectes ptérygotes, le stade imaginal est caractérisé par le développement des ailes (sauf chez les espèces secondairement aptères) et de l'appareil génital.
Ce que l'on appelle communément un « papillon » est l'imago des lépidoptères. 
La mue qui aboutit à l'imago est appelée « mue imaginale ».
Chez certains insectes, il existe un stade intermédiaire entre la larve et l'imago. C'est le cas de la chrysalide des Lépidoptères, de la nymphe des Coléoptères ou de la pupe des Diptères. C'est aussi le cas du « subimago » chez certains insectes aquatiques, comme les éphémères (imago et sub-imago sont les deux stades préférentiellement imités par les pêcheurs à la mouche sèche).

## Source
- Eugène Séguy, Dictionnaire des termes techniques d’entomologie élémentaire, vol. XLI, Paris, Éditions Lechevalier, coll. « Encyclopédie entomologique », 1967, 465 p..